# Cayo Grande (Bahamas)
Cayo Grande (en inglés: Grand Cay) es una isla de las Bahamas situada al extremo norte del archipiélago de las islas Ábaco. Se contarían con alrededor de 450 habitantes residiendo en la isla.

## Distrito
Cayo Grande es uno de los 32 distritos de las Bahamas. Está formado por isla de Cayo Grande así como de islotes de los alrededores y lleva el número 13 en el mapa.